# Patti chiari
Patti chiari è una trasmissione della RSI che viene trasmessa dall'11 gennaio 2008 su RSI LA1 il venerdì alle 21:00. Si tratta di video-inchieste con successiva discussione con ospiti.

## Tipi di dibattiti
Argomenti trattati:
- Ambiente
- Civica
- Educazione
- Lavoro
- Mobilità
- Politica
- Prodotti e servizi
- Salute
- Sicurezza
- Sport
- Turismo